# Rhinolophus cornutus
Rhinolophus cornutus — вид рукокрилих ссавців з родини підковикових.

## Таксономічна примітка
Таксон раніше включав R. pumilus і R. perditus.

## Морфологічна характеристика
Невеликий кажан з довжиною голови і тіла від 37 до 44 мм, довжиною передпліччя від 38 до 39.5 мм, довжиною хвоста від 17 до 27 мм, довжиною лапи від 8 до 10.5 мм, довжина вух від 17.5 до 18.5 мм. Хутро шерстисте, блискуче. Спинна частина коричнево-сіра, основа волосків світло-коричнева, а черевна частина світліша. Вуха середньої довжини. Нижня губа має три поздовжні борозни. Хвіст довгий і повністю входить у великий уропатій.

## Середовище проживання
Країни проживання: Японія.